# Claudia Dobles Camargo
Claudia Vanessa Dobles Camargo (San Carlos, 19 de noviembre de 1980) es una arquitecta y planeadora urbana costarricense. Fue primera dama de Costa Rica entre 2018 y 2022 al ser esposa del presidente Carlos Alvarado Quesada.

## Biografía
Dobles Camargo nació en San Carlos, el 19 de noviembre de 1980. Es hija de Carlos Tobías Dobles Ramírez, costarricense y María Claudia Camargo García, mexicana, Dobles se graduó en Arquitectura de la Universidad de Costa Rica teniendo experiencia en planeamiento urbano, gestión de proyectos y diseño. Durante la campaña, Dobles se presentó como posible enlace entre Presidencia y la Cámara de la Construcción, así como manifestó su interés en tener un rol activo dentro del gobierno en temas de planeamiento urbano y vivienda.
En 2019, la revista internacional Fortune incluyó a Dobles entre los 50 líderes más importantes del mundo por su papel en el Plan Nacional de Descarbonización 2018-2050.
Durante la presidencia de Carlos Alvarado (2018–2022), la participación de la primera dama, Claudia Dobles, en el proyecto del Tren Eléctrico Interurbano desató fuertes críticas por presunto nepotismo y abuso del poder informal. Sin ocupar un cargo público ni haber sido electa, Dobles asumió un rol central en la planificación y promoción del proyecto: organizó reuniones estratégicas, lideró mesas de trabajo, representó al gobierno ante actores nacionales e internacionales y fungió, en la práctica, como la principal vocera y coordinadora del plan ferroviario. Actas del Incofer confirman que se trabajaba “en coordinación con el despacho de la Primera Dama”, lo que evidenció su influencia directa sobre decisiones de política pública. Ante esto, en enero de 2022, la Procuraduría General de la República se vio obligada a intervenir y recordar que Dobles carece de potestades legales para coordinar proyectos estatales, las cuales están reservadas a funcionarios públicos con autoridad administrativa. La situación expuso los riesgos de permitir que el poder político se ejerza desde figuras no electas ni sujetas a control institucional, y abrió un debate sobre los límites éticos y legales del rol de las parejas presidenciales en la gestión del Estado.
En septiembre de 2024, el fundador del Partido Acción Ciudadana, Ottón Solís, avivó especulaciones sobre una posible candidatura presidencial de Claudia Dobles para las elecciones de 2026 al declarar a un medio regional que consideraba a la ex primera dama como la figura ideal para liderar al partido. Al día siguiente, Dobles respondió desde Massachusetts, agradeciendo los comentarios de Solís y enfatizando que en ese momento su enfoque permanecía en sus estudios y la investigación académica. Sin embargo, su mensaje dejó abierta la puerta a la posibilidad de asumir un rol más activo en el fortalecimiento del partido y en eventuales definiciones electorales futuras.
El 13 de enero de 2025, Dobles confirmó su interés de postularse como precandidata presidencial por el Partido Acción Ciudadana para las elecciones de 2026, tras varios meses de especulación sobre su candidatura. A través de una publicación en su perfil oficial de Facebook, expresó su preocupación por el "retroceso en nuestras conquistas sociales" y la necesidad de retomar el diálogo. Este anuncio la posicionó como la primera figura en mostrar interés en la candidatura presidencial del Acción Ciudadana, lo que podría permitir al partido evitar una convención abierta y optar por ratificarla en una asamblea partidaria, si no se presentan otras personas aspirantes.